# Canton de Bourg-Achard
Le canton de Bourg-Achard est une circonscription électorale française du département de l'Eure en Normandie créée par le décret du 25 février 2014 et entrée en vigueur lors des élections départementales de 2015.

## Histoire
Un nouveau découpage territorial de l'Eure entre en vigueur à l'occasion des élections départementales de mars 2015, défini par le décret du 25 février 2014, en application des lois du 17 mai 2013 (loi organique 2013-402 et loi 2013-403). Les conseillers départementaux sont, à compter de ces élections, élus au scrutin majoritaire binominal mixte. Les électeurs de chaque canton élisent au Conseil départemental, nouvelle appellation du Conseil général, deux membres de sexe différent, qui se présentent en binôme de candidats. Les conseillers départementaux sont élus pour 6 ans au scrutin binominal majoritaire à deux tours, l'accès au second tour nécessitant 12,5 % des inscrits au 1er tour. En outre la totalité des conseillers départementaux est renouvelée. Ce nouveau mode de scrutin nécessite un redécoupage des cantons dont le nombre est divisé par deux avec arrondi à l'unité impaire supérieure si ce nombre n'est pas entier impair, assorti de conditions de seuils minimaux. Dans l'Eure, le nombre de cantons passe ainsi de 43 à 23.
Le nouveau canton de Bourg-Achard est formé de communes des anciens cantons de Quillebeuf-sur-Seine (14 communes) et Routot (18 communes). Le bureau centralisateur est situé à Bourg-Achard.

## Représentation
| Période élective | Période élective | Mandat | Mandat   | Identité                  | Nuance | Nuance | Qualité |
| ---------------- | ---------------- | ------ | -------- | ------------------------- | ------ | ------ | --- |
| 2015             | 2021             | 2015   | 2021     | Benoît Gatinet            |        | UDI    | Maire d'Aizier (2001-2020), Président de la Communauté de communes Roumois Seine (2017-2020) 7e vice-président du Conseil départemental, chargé des bâtiments, des moyens généraux de la réussite éducative, des collèges et de l'enseignement supérieur. |
| 2015             | 2021             | 2015   | 2021     | Marie Tamarelle-Verhaeghe |        | LREM   | Médecin, directrice de centre de prévention, conseillère municipale de La Haye-Aubrée jusqu'en 2020 députée LREM de 2017 à 2022 |
| 2021             | 2028             | 2021   | en cours | Sylvain Bonenfant         |        | DIV    | Directeur de la sûreté et de la sécurité, maire SE de Caumont |
| 2021             | 2028             | 2021   | en cours | Marie Tamarelle-Verhaeghe |        | LREM   | Médecin, directrice de centre de prévention, conseillère municipale de La Haye-Aubrée jusqu'en 2020 députée LREM de 2017 à 20222022 |

### Résultats détaillés

#### Élections de mars 2015
À l'issue du 1er tour des élections départementales de 2015, trois binômes sont en ballottage : Benoît Gatinet et Marie Tamarelle-Verhaeghe (Union de la Droite, 33,08 %), Catherine Berthelot et Mary Cheminade (FN, 31,6 %) et Bernard Christophe et Évelyne Desmarais (Union de la Gauche, 26,9 %). Le taux de participation est de 53,75 % (9 025 votants sur 16 790 inscrits) contre 50,53 % au niveau départemental et 50,17 % au niveau national.
Au second tour, Benoît Gatinet et Marie Tamarelle-Verhaeghe (Union de la Droite) sont élus avec 37,78 % des suffrages exprimés et un taux de participation de 54,88 % (3 365 voix pour 9 215 votants et 16 790 inscrits).
Marie Tamarelle-Verhaeghe a quitté LR. Elle est à LREM.

#### Élections de juin 2021
Le premier tour des élections départementales de 2021 est marqué par un très faible taux de participation (33,26 % au niveau national). Dans le canton de Bourg-Achard, ce taux de participation est de 34,41 % (5 937 votants sur 17 256 inscrits) contre 33,02 % au niveau départemental. À l'issue de ce premier tour, deux binômes sont en ballottage : Sylvain Bonenfant et Marie Tamarelle-Verhaeghe (Divers, 35,15 %) et Benoît Gatinet et Sandrine Menniti (DVD, 27,99 %).
Le second tour des élections est marqué une nouvelle fois par une abstention massive équivalente au premier tour. Les taux de participation sont de 34,3 % au niveau national, 32,76 % dans le département et 33,82 % dans le canton de Bourg-Achard. Sylvain Bonenfant et Marie Tamarelle-Verhaeghe (Divers) sont élus avec 54,01 % des suffrages exprimés (2 726 voix pour 5 836 votants et 17 256 inscrits),,.

## Composition
Le nouveau canton de Bourg-Achard comprenait trente-deux communes entières à sa création. À la suite de la création de la commune nouvelle Le Perrey le 1er janvier 2019 et du décret du 6 mars 2020 la rattachant entièrement au canton de Pont-Audemer, le nombre de communes descend à 29.
| Nom                                  | Code Insee | Intercommunalité                  | Superficie (km2) | Population (dernière pop. légale) | Densité (hab./km2) | Modifier                                    |
| ------------------------------------ | ---------- | --------------------------------- | ---------------- | --------------------------------- | ------------------ | ------------------------------------------- |
| Bourg-Achard (bureau centralisateur) | 27103      | CC Roumois Seine                  | 12,32            | 4 029 (2022)                      | 327                | modifier les données · modifier les données |
| Aizier                               | 27006      | CC Roumois Seine                  | 2,36             | 156 (2022)                        | 66                 | modifier les données · modifier les données |
| Barneville-sur-Seine                 | 27039      | CC Roumois Seine                  | 8,77             | 530 (2022)                        | 60                 | modifier les données · modifier les données |
| Bosgouet                             | 27091      | CC Roumois Seine                  | 9,55             | 776 (2022)                        | 81                 | modifier les données · modifier les données |
| Bouquelon                            | 27101      | CC de Pont-Audemer / Val de Risle | 11,71            | 489 (2022)                        | 42                 | modifier les données · modifier les données |
| Bouquetot                            | 27102      | CC Roumois Seine                  | 13,07            | 1 049 (2022)                      | 80                 | modifier les données · modifier les données |
| Bourneville-Sainte-Croix             | 27107      | CC Roumois Seine                  | 15,83            | 1 297 (2022)                      | 82                 | modifier les données · modifier les données |
| Caumont                              | 27133      | CC Roumois Seine                  | 6,00             | 1 132 (2022)                      | 189                | modifier les données · modifier les données |
| Cauverville-en-Roumois               | 27134      | CC Roumois Seine                  | 3,24             | 211 (2022)                        | 65                 | modifier les données · modifier les données |
| Étréville                            | 27227      | CC Roumois Seine                  | 11,23            | 669 (2022)                        | 60                 | modifier les données · modifier les données |
| Éturqueraye                          | 27228      | CC Roumois Seine                  | 6,72             | 303 (2022)                        | 45                 | modifier les données · modifier les données |
| Hauville                             | 27316      | CC Roumois Seine                  | 14,69            | 1 270 (2022)                      | 86                 | modifier les données · modifier les données |
| La Haye-Aubrée                       | 27317      | CC Roumois Seine                  | 7,50             | 419 (2022)                        | 56                 | modifier les données · modifier les données |
| La Haye-de-Routot                    | 27319      | CC Roumois Seine                  | 2,51             | 286 (2022)                        | 114                | modifier les données · modifier les données |
| Honguemare-Guenouville               | 27340      | CC Roumois Seine                  | 9,30             | 702 (2022)                        | 75                 | modifier les données · modifier les données |
| Le Landin                            | 27363      | CC Roumois Seine                  | 3,15             | 262 (2022)                        | 83                 | modifier les données · modifier les données |
| Marais-Vernier                       | 27388      | CC de Pont-Audemer / Val de Risle | 24,98            | 473 (2022)                        | 19                 | modifier les données · modifier les données |
| Quillebeuf-sur-Seine                 | 27485      | CC de Pont-Audemer / Val de Risle | 10,11            | 838 (2022)                        | 83                 | modifier les données · modifier les données |
| Rougemontiers                        | 27497      | CC de Pont-Audemer / Val de Risle | 11,96            | 1 033 (2022)                      | 86                 | modifier les données · modifier les données |
| Routot                               | 27500      | CC de Pont-Audemer / Val de Risle | 6,61             | 1 659 (2022)                      | 251                | modifier les données · modifier les données |
| Saint-Aubin-sur-Quillebeuf           | 27518      | CC Roumois Seine                  | 12,39            | 757 (2022)                        | 61                 | modifier les données · modifier les données |
| Saint-Ouen-de-Thouberville           | 27580      | CC Roumois Seine                  | 6,32             | 2 426 (2022)                      | 384                | modifier les données · modifier les données |
| Saint-Samson-de-la-Roque             | 27601      | CC de Pont-Audemer / Val de Risle | 15,69            | 437 (2022)                        | 28                 | modifier les données · modifier les données |
| Sainte-Opportune-la-Mare             | 27577      | CC Roumois Seine                  | 10,89            | 429 (2022)                        | 39                 | modifier les données · modifier les données |
| Tocqueville                          | 27645      | CC Roumois Seine                  | 2,48             | 143 (2022)                        | 58                 | modifier les données · modifier les données |
| La Trinité-de-Thouberville           | 27661      | CC Roumois Seine                  | 3,33             | 416 (2022)                        | 125                | modifier les données · modifier les données |
| Trouville-la-Haule                   | 27665      | CC Roumois Seine                  | 12,25            | 754 (2022)                        | 62                 | modifier les données · modifier les données |
| Valletot                             | 27669      | CC Roumois Seine                  | 5,79             | 411 (2022)                        | 71                 | modifier les données · modifier les données |
| Vieux-Port                           | 27686      | CC Roumois Seine                  | 0,57             | 50 (2022)                         | 88                 | modifier les données · modifier les données |
| Canton de Bourg-Achard               | 2704       |                                   | 261,32           | 23 406 (2022)                     | 90                 | modifier les données                        |

## Démographie
En 2022, le canton comptait 23 406 habitants, en évolution de −0,04 % par rapport à 2016 (Eure : −0,25 %, France hors Mayotte : +2,11 %).
| 2013   | 2018   | 2022   |
| ------ | ------ | ------ |
| 22 369 | 23 806 | 23 406 |